# Serguei Paradjànov
Serguei, Serhíi, Sargis o Sergó Paradjànov (armeni: Սարգիս Հովսեփի Փարաջանյան, Sargis Hovsepi Parajanian; georgià: სერგეი (სერგო) ფარაჯანოვი, Sergó Paradjanovi; ucraïnès: Сергій Йосипович Параджанов, Serhíi Iòssyposvytx Paradjànov; rus: Сергей Иосифович Параджанов, Serguei Iòssifovitx Paradjànov) (Tbilisi, Geòrgia, 9 de gener de 1924 — Yerevan, Armènia, 20 de juliol de 1990) va ser un director de cinema armeni ucraïnès i artista, reconegut com un dels grans mestres del cinema del segle xx.

## Trajectòria
Encara que la seva carrera cinematogràfica comença el 1954, Paradjànov va renegar posteriorment a tot el seu treball anterior a 1964, dient que eren escombraries. Després de dirigir Ombres dels avantpassats oblidats (Tini zabútykh prèdkiv en ucraïnès; o Teni zabýtykh prédkov en rus), Paradjànov es va convertir en una celebritat internacional, així com en objecte dels atacs del sistema. Gairebé tots els seus projectes entre 1965 i 1973 van ser prohibits, rebutjats o tancats per l'administració cinematogràfica soviètica, tant per les locals de Kíiv i Erevan, com per la federal (anomenada Goskinó), fins que va ser detingut a la fi de 1973 sota els càrrecs de violació, homosexualitat i suborn. Paradjànov va estar a la presó fins a 1977, any en què va ser alliberat (mancant 11 mesos i 18 dies per a complir la seva condemna, gràcies a les peticions de diversos artistes).

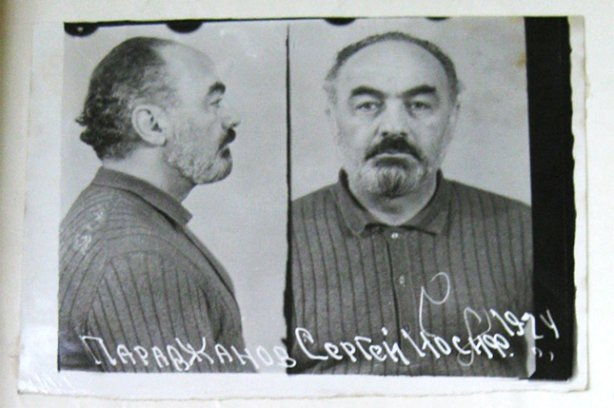
Arxiu policial de Serguei Paradjànov.

Fins i tot després de la seva posada en llibertat (encara que seria empresonat una altra vegada el 1982) va ser mal vist al cinema soviètic. No seria fins a mitjan dècada de 1980, quan el clima polític es va fer més suau, que Paradjànov va poder tornar a dirigir. Malgrat això, va necessitar del suport del seu amic i actor georgià Dodo Abaixidze i altres amics del món artístic per a poder veure les seves últimes pel·lícules autoritzades.
La seva salut havia empitjorat després dels quatre anys en el camp de presoners i 9 mesos en una presó de Tiflis. Va morir el 1990 a causa d'un càncer de pulmó, just quan després de gairebé 20 anys de supressió, li era permès ensenyar les seves pel·lícules en festivals estrangers.

### Primers anys i primeres pel·lícules
Sarkis Hovsepi Parajaniants (Սարգիս Հովսեփի Փարաջանյանց) va néixer de pares (Ióssif Paradjànov i Siranuix Bejanova) armenis, artistes a Tbilisi, Geòrgia. En la seva infància va tenir accés a l'art des de ben petit. El 1945 Paradjànov es trasllada a Moscou i ingressa a l'Institut Gueràssimov de Cinematografia (VGIK), un de les més antigues i més respectades escoles de direcció cinematogràfica d'Europa, estudiant sota la tutela dels directors Íhor Sàvtxenko i Oleksandr Dovjenko.
El 1948 va ser acusat d'haver tingut relacions homosexuals (que eren il·legals a la URSS) amb l'agent del KGB Nikolai Mikava a Tbilissi. Va ser condemnat a cinc anys de presó, tot i que seria amnistiat tres mesos després.
El 1950, el Paradjànov es va casar amb la seva primera dona, Nigyar Kerímova a Moscou. Ella provenia d'una família tàtara musulmana i es va convertir a l'Església Ortodoxa per a casar-se amb Paradjànov, el que li portaria conseqüències fatals, en ser assassinada pels seus parents poc després per haver deixat la fe musulmana. Arran d'aquest tràgic esdeveniment, Paradjànov es traslladaria a Kíiv, Ucraïna. Allí va produir diversos documentals (Dumka, Mans Daurades, Natàlia Ujvy) i algunes pel·lícules narratives: Andriex (basada en el conte de l'escriptor moldau Emilian Bucov), El tipus superior (un musical sobre les granges col·lectives), Rapsòdia ucraïnesa (un melodrama de temps de guerra), i Tsvetok na kamne (sobre un culte religiós que s'infiltra en una ciutat minera al Donbàs). Va aprendre ucraïnès i es va tornar a casar el 1956 amb Svitlana Ivànivna Xtxerbatiuk). Amb Xtxerbatiuk tindrien un fill el 1958, Suren.

### Ruptura amb el Realisme Soviètic
La primera pel·lícula de Tarkovski, Ivànovo detstvo va tenir un enorme impacte per a l'autodescobriment de la genialitat de Paradjànov com a cineasta (després la influència seria mútua, fins i tot serien amics íntims). El 1964, va abandonar el realisme socialista dirigint la poètica Tini zabutykh predkiv, la primera pel·lícula en la que tenia tot el control creatiu i que va guanyar alguns premis internacionals. Al contrari que la seva següent pel·lícula, El color de la magrana —amb la seva musa, Sofiko Txiaureli— va ser bastant ben rebuda per les autoritats soviètiques. El Consell Editorial de la Goskinó d'Ucraïna la va lloar per "haver sabut plasmar en el llenguatge cinematogràfic la qualitat poètica i la profunditat filosòfica del conte de M. Kotsiubinski", considerant la pel·lícula "brillant èxit creatiu de l'estudi Dovjenko".
Moscou fins i tot es va avenir a la petició del Goskinó ucraïnès de no doblar la pel·lícula al rus de cara a la projecció a tota la Unió perquè no es perdés el seu característic flaire ucraïnès. (El doblatge al rus era una pràctica habitual en les pel·lícules soviètiques no russes quan eren distribuïdes fora de la seva república d'origen.) La pel·lícula es va fer famosa al món sencer a causa de l'autèntica recreació de Paradjànov d'un món oblidat dels hutsuls (la història té lloc als Carpats ucraïnesos, completament aliens a l'audiència occidental). De la mateixa manera, el seu ús dels colors vestuari, música i treball de càmera era essencial tant per a contar la història com per a intimidar a l'espectador.
Poc després, Paradjànov abandonaria Kíev per a traslladar-se a Armènia. El 1968, es va embarcar en la filmació de Sayat Nova, per a molts la seva obra mestra, dedicada al poeta armeni Sayat-Nova, malgrat haver estat realitzada en difícils condicions i amb un pressupost reduït. Els censors soviètics van intervenir i la van prohibir immediatament pel seu suposadament contingut incendiari. Paradjànov la va reeditar i la va canviar de nom a "El color de la magrana". Paradjànov va produir una estranya pel·lícula representant una immersió en la ment artística, com diria el crític Aleksei Korotiukov: "Paradjànov feia pel·lícules no sobre com són les coses, sinó com serien si ell hagués estat Déu."

### Empresonament i treball posterior
Al desembre de 1973, les autoritats soviètiques van incrementar les seves sospites sobre les inclinacions subversives de Paradjànov (particularment, la seva bisexualitat) i el van sentenciar a cinc anys en un camp de treball a Sibèria per "la violació d'un membre del Partit Comunista, i la propagació de pornografia." Tres dies abans que fos sentenciat, Andrei Tarkovski va escriure una carta al Comitè central del Partit Comunista d'Ucraïna, afirmant: "En els deu últims anys Serguei Paradjànov només ha realitzat dues pel·lícules, Ombres dels avantpassats oblidats i El color de la magrana. Han influït primer al cinema d'Ucraïna, segon al del país sencer, i tercer, al del món. Artísticament, hi ha poca gent al món sencer que pogués reemplaçar Paradjànov. Ell és culpable, culpable de la seva singularitat. Nosaltres som culpables de no pensar en ell diàriament i d'aconseguir comprendre el significat d'un mestre."

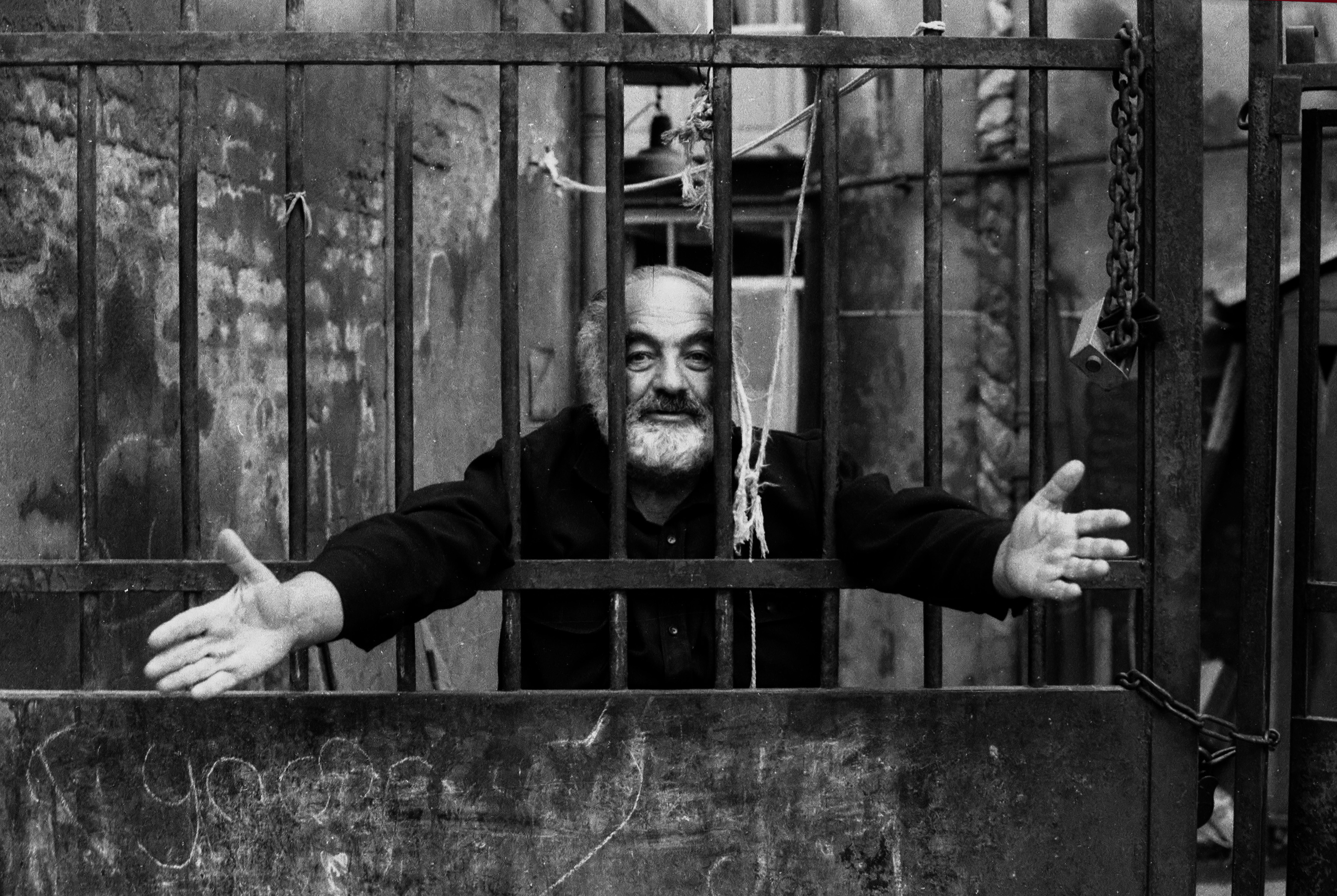
Paradjànov el 1984.

Un grup eclèctic d'artistes, cineastes i activistes va protestar en suport de Paradjànov, encara que amb poc resultat (entre ells, Yves Saint-Laurent, Françoise Sagan, Jean-Luc Godard, François Truffaut, Luis Buñuel, Federico Fellini, Michelangelo Antonioni, Andrei Tarkovski i Mikhaïl Vartànov). Paradjànov va complir 4 anys i 11 dies de la seva sentència de cinc anys, agraint el seu alliberament primerenc als esforços del poeta i novel·lista surrealista francès Louis Aragon, la poetessa russa Elsa Triolet (dona d'Aragon), i a l'escriptor estatunidenc John Updike. El seu alliberament va ser oficiat per Leonid Bréjnev, Secretari General del Partit Comunista de la Unió Soviètica, presumiblement a conseqüència de la trobada del secretari general amb Aragon i Triolet en el Teatre Bolshoi en Moscou. En preguntar-li el Secretari si li podia servir d'alguna ajuda, Aragon, va demanar l'alliberament de Parajanov, que seria efectiva al desembre de 1977.
Mentre va estar empresonat, Parajanov va produir un gran nombre d'escultures en miniatura (algunes de les quals s'han perdut) i uns vuit-cents dibuixos i composicions, molts dels quals es van exhibir posteriorment a Erevan, on està permanentment situat el museu Parajanov. El museu va ser obert el 1991, un any després de la mort de Parajanov, i alberga més de dues-centes de les seves obres, així com diversos mobles de la seva casa de Tbilissi. Els seus esforços en el camp van ser repetidament impedits pels guàrdies, que li privaven de materials i el titllaven de boig, fins que va arribar una carta de Moscou admetent, que "el Director té molt de talent"."
Després de la seva tornada a Tbilissi, els censors soviètics el vigilaven a prop, impedint-li continuar amb els seus projectes cinematogràfics i orientant-lo cap a les labors artístiques que havia desenvolupat durant el seu temps en el camp. Va crear collages extraordinàriament intricats i una gran col·lecció de dibuixos abstractes, a més de més ninots i estranys vestits.
Al febrer de 1982 Parajanov va ser novament empresonat, sota el càrrec de suborn, coincidint amb el seu retorn a Moscou en ocasió de l'estrena d'una obra commemorant Vladímir Vissotski al Teatre Taganka, i fou capturat mitjançant enganys. Va ser alliberat en menys d'un any amb la seva salut severament perjudicada. La suavització del règim de la Unió Soviètica el 1984 va permetre Parajanov continuar la seva labor cinematogràfica. Amb el suport de diversos intel·lectuals georgians, va filmar Ambavi Suramis tsikhitsa (La llegenda de la fortalesa de Suram), guanyadora de multitud de premis, basada en la novel·la de Daniel Txonkadze, la seva primera tornada al cinema des de Sayat Nova, estrenada quinze anys abans. El 1988, Parajanov va realitzar una altra pel·lícula premiada, Ashik Kerib, basada en una història de Mikhaïl Lérmontov. És la història d'un joglar errant que prové de la cultura àzeri. Parajanov va dedicar la pel·lícula al seu íntim amic Andrei Tarkovski i "als nens de tot el món".
Parajanov es va dedicar llavors a un projecte que va resultar ser massa monumental per a l'estat de la seva salut. Va morir de càncer a Erevan (Armènia) el 20 de juliol de 1990, als 66 anys, deixant la seva última obra La confessió, incompleta. Ha sobreviscut en el seu negatiu original com Parajanov: The Last Spring, editada pel seu amic Mikhaïl Vartànov el 1992. Va deixar també un llibre de memòries titulat igualment La confessió.
Entre les personalitats que van lamentar la seva defunció cal comptar Federico Fellini, Tonino Guerra, Francesco Rosi, Alberto Moravia, Giulietta Masina, Marcello Mastroianni i Bernardo Bertolucci.

## Valor i influència

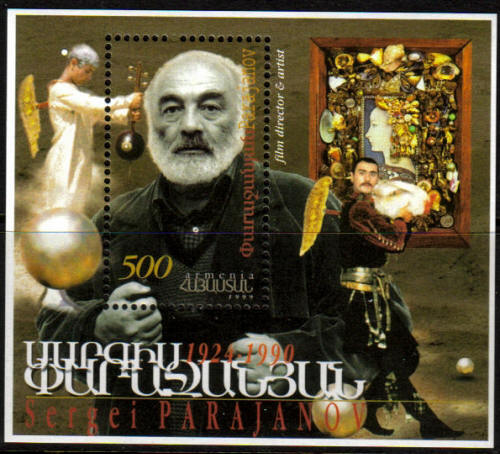
Segell commemoratiu armeni de 1999.

Parajanov va inventar el seu propi estil cinematogràfic. La seva obra és extremadament poètica, artística i visionària. Al no enquadrar-se la seva obra en les regles del realisme socialista (l'únic estil artístic permès per les autoritats de la URSS), i a causa de les seves postures polèmiques, les autoritats del cinema li van denegar el permís per rodar en diverses ocasions.
Malgrat haver estudiat cinema en el prestigiós VGIK, va descobrir el seu geni cinematogràfic només després de veure l'obra de Tarkovski, La infància d'Ivan. També admirava Pasolini. Parajanov va tenir molts admiradors, entre ells Orson Welles (un altre artista singular encara que molt diferent en estil), la seva pròpia visió no va atreure a molts seguidors. "Qualsevol que intenti imitar-me està perdut", va dir una vegada. Malgrat això directors com Theo Angelopoulos i Béla Tarr comparteixen la visió de Parajanov sobre el cinema com un mitjà visual oposat a les eines narratives com la literatura.

## Filmografia
| Any       | Títol original                 | Romanització               | Notes                                                                      |
| --------- | ------------------------------ | -------------------------- | -------------------------------------------------------------------------- |
| 1951      | rus Молдавская сказка          | Moldavskaya Skazka         | Curt fi de carrera. Perdut.                                                |
| 1954      | rus Андриеш                    | Andriesh                   | Codirigida amb Iàkov Bazelian. Reedició ampliada de Moldavskaya Skazka.    |
| 1958      | ucraïnès Думка                 | Dumka                      | Documental.                                                                |
| 1958      | rus Первый парень              | Pervyj paren               |                                                                            |
| 1959      | rus Наталия Ужвий              | Natalia Ujvi               | Documental.                                                                |
| 1960      | rus Золотые руки               | Zolotie ruki               | Documental.                                                                |
| 1961      | rus Украинская рапсодия        | Ukrainskaia rapsodiia      |                                                                            |
| 1962      | rus Цветок на камне            | Tsvetok na kamne           |                                                                            |
| 1964      | ucraïnès Тіні забутих предків  | Tini zabutykh predkiv      |                                                                            |
| 1965      | rus Киевские фрески            | Kievskie Freski            | Prohibida en la pre-producció. Es conserven 15 minuts d'assaigs            |
| 1967      | armeni Հակոբ Հովնաթանյան       | Hakob Hovnatanyan          | Documental. Curt.                                                          |
| 1968      | armeni Սայաթ-Նովա              | El color de la magrana     |                                                                            |
| 1968      | armeni Երեխաներ Կոմիտասին      | Yerekhaner Komitasin       | Documental per UNICEF. Perdut.                                             |
| 1984      | georgià ამბავი სურამის ციხისა  | Ambavi Suramis tsikhisa    |                                                                            |
| 1985      | rus Арабески на тему Пиросмани | Arabeski na temu Pirosmani | Documental. Curt.                                                          |
| 1988      | georgià აშიკი ქერიბი           | Ashik Kerib                |                                                                            |
| 1989-1990 | armeni Խոստովանանք             | Khostovanank               | Inacabat, el negatiu original sobreviu a Parajanov: The Last Spring (1992) |

## Guions

### Produïts i parcialment produïts
- Ombres dels ancestres oblidats (Тіні забутих предків, 1964, coescrita amb Ivan Txendei, basada en la novel·la de Mikhailo Kotsiubinski)
- Frescos de Kíev (Киевские фрески, 1965)
- Sayat Nová (Саят-Нова, 1968, guió de producció d' El color de la magrana)
- La confessió (Исповедь, 1969-1989)
- Estudis sobre Vrúbel (Этюды о Врубеле, 1989, retrat del Kíev del període de Mikhaïl Vrúbel, coescrit i dirigit per Leonid Osyka)
- El llac dels cignes: La zona (Лебединое озеро. Зона, 1989, filmada el 1990, dirigida per Iuri Ilienko, cinematògraf d' Ombres dels ancestres oblidats)

### Guions sense produir i projectes
- El palau dorment (Дремлющий дворец, 1969, basada en el poema d'Aleksandr Puixkin La font de Bakhtxissarai)
- Intermezzo (1972, basat en la història curta de Mikhailo Kotsiubinski)
- Icarus (Икар, 1972)
- La vora d'or (Золотой обрез, 1972)
- Ara el Bell (Ара Прекрасный, 1972, basat en el poema del poeta armeni del segle XX Nairi Zaryan sobre Ara el Bell)
- Demon (Демон, 1972, basat en el poema del mateix nom de Mikhaïl Lérmontov)
- El miracle d'Odense (Чудо в Оденсе, 1973, vagament basat en la vida i obres de Hans Christian Andersen)
- David de Sasun (Давид Сасунский, mitjans de la dècada de 1980, basat en el poema èpic armeni David de Sasun)
- El martiri de Shushanik (Мученичество Шушаник, 1987, basat en la crònica georgiana de Iakob Tsurtaveli)
- Els tresors de la Muntanya Ararat (Сокровища у горы Арарат)

Al marge d'aquests projectes, tenia també plans per a adaptar La cançó de Hiawatha de Henry Wadsworth Longfellow, Hamlet de Shakespeare, Faust (Goethe) de Goethe, el poema en antic eslau El conte de la campanya d'Ígor, però els guions cinematogràfics mai no van ser completats.